# Sauginfusorien
Sauginfusorien (Suctoria) sind eine Gruppe der Wimpertierchen. Ihre adulten Formen sind wimpernlos und auf einer Unterlage festsitzend (sessil). Sie fangen andere Einzeller mit Hilfe einer oder mehrerer Tentakel, die auch zum Festhalten und Aussaugen der Beute dienen. 

## Merkmale
Die Sauginfusorien haben eine Größe von 15 bis 30 Mikrometer. Der Stiel, mit dem sie auf der Unterlage festsitzen, ist nicht kontraktil verkürzbar wie bei den Glockentierchen. Manche Arten besitzen eine feste Hülle mit einer Öffnung im Bereich der Tentakel und manchmal einer zweiten, dort wo der Stiel auf der Unterlage aufsitzt. Diese wird Lorica genannt.

## Verbreitung
Sauginfusorien sind sowohl im Süßwasser als auch im Meer von der Arktis bis in die Antarktis verbreitet. Sie besiedeln als Epibionten meist sessile Organismen wie Algen oder Moostierchen, sind aber auch auf Kleinkrebsen wie den Flohkrebsen oder selbst parasitischen Ruderfußkrebsen zu finden, auf denen sie oft Besiedlungsdichten von mehreren Tausend Individuen pro Tier erreichen können.

## Ernährung
Die Sauginfusorien haben kein Cytostom wie die meisten anderen Wimpertierchen. Statt einem konventionellen Zellmund dienen ihnen Tentakelbildungen zur Nahrungsaufnahme. Die Tentakel werden gestützt durch einen äußeren Ring von Mikrotubuli und einem weiter innen liegenden Satz von Mikrotubuli-Bändern. Das Zellplasma gefangener Einzeller wird direkt in die Nahrungsvakuole im Inneren der Suctorien gesaugt und dort verdaut. Nur die Zellhülle (Pellicula) der gefangenen Beute bleibt übrig. 
An der Spitze der Tentakel befindet sich ein Extrusom, das Haptozyste genannt wird. Mit Hilfe dieser Organelle kann die Beute festgehalten und getötet werden. Dazu werden toxische Sekrete nach außen entlassen.

## Vermehrung

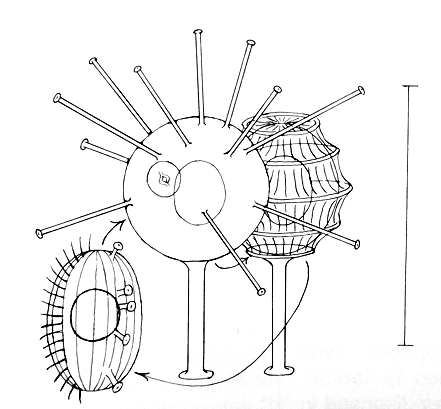
Podophrya fixa, Schwärmer, Trophont und Zyste.

Wie bei allen Wimpertierchen kommt es auch bei den Sauginfusorien fallweise zur Konjugation, der Verschmelzung zweier Individuen zum Austausch von Genmaterial. Die ungeschlechtliche Vermehrung erfolgt durch Knospung, nach der ein adultes Individuum mehrere bewimperte „Larven“ ins Wasser entlässt. Diese Jugendstadien schwärmen aus und lassen sich bald auf einer geeigneten Unterlage nieder. Sie verlieren ihre Bewimperung und bilden einen Stiel und Tentakel aus. 
Nach der Art der Knospung werden drei Gruppen von Suctorien unterschieden. Während bei den Exogenida (dazu gehören die Gattungen Podophrya und Sphaerophrya) die Knospen auf der Zelloberfläche erscheinen, werden sie bei den Endogenida (Gattungen Tokophrya und Acineta) innerhalb der Zelle in einer Tasche gebildet und verlassen den Zellkörper durch eine Öffnung. Bei den Evaginogenida werden die Knospen ebenfalls im Inneren der Zelle gebildet, die Tasche öffnet sich dann und entlässt die Jugendstadien.

## Systematik

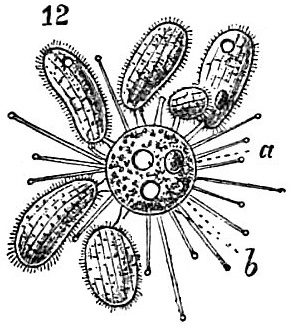
Der Sauginfusor Sphaerophrya magna Maupas hat mit seinen Tentakeln sechs Exemplare des Ciliaten Colpoda parvifrons C. & L. erfasst und ist dabei, deren Säfte auszusaugen.

Auch wenn das erwachsene Sauginfusor keine Cilien mehr besitzt, bleibt die darunter liegende Infraciliatur erhalten. Ihre Struktur und andere Merkmale, die durch die Ultrastrukturforschung entdeckt wurden, weisen Ähnlichkeiten zu den Gruppen der Wimpertierklasse Phyllopharyngea auf, zu der deshalb auch die Suctoria gezählt werden.
- Unterklasse: Suctoria[5]
  - Ordnung: Exogenida
    - Gattungen (Auswahl): Phalacrocleptes, Stylostoma, Trophogemma, Dendrosomides, Loricodendron, Ophryodendron, Spelaeophrya, Ephelota, Parapodophrya, Mucophrya, Manuelophrya, Gajewskajophrya, Sphaerophrya, Kystopus, Podophrya, Tachyblaston, Metacineta, Thecacineta, Paracineta, Urnula, Corynophrya, Ophryodendron.

  - Ordnung: Endogenida
    - Gattungen (Auswahl): Dendrosoma, Lernaeophrya, Trichophrya, Platophrya, Heliophrya, Enchelyomorpha, Endosphaera, Trypanococcus, Pseudogemma, Acinetopsis, Solenophrya, Acineta, Pseudocorynophrya, Loricophrya, Erastophrya, Rhyncheta, Choanophrya, Tokophrya, Staurophrya, Allantosoma, Dendrosoma, Dendromectes.

  - Ordnung: Evaginogenida
    - Gattungen (Auswahl): Cyathdinium, Stylocometes, Cometodendron, Dendrocometides, Dendrocometes, Dactylosoma, Rhynchophrya, Cyclophrya, Prodiscophrya, Discophrya, Periacineta.